# Ian Abercrombie
Ian Abercrombie (Grays, 11 settembre 1934 – Los Angeles, 26 gennaio 2012) è stato un attore britannico.

## Biografia
Inizia la sua carriera come attore teatrale prima di dedicarsi al cinema.
Ha lavorato soprattutto in serie televisive,in ruoli minori,come camei e parti secondarie,fino all'arrivo della serie animata Star Wars:The Clone Wars,dove presta la voce al Cancelliere della Repubblica Galattica Sheev Palpatine.Come da lui stesso ammesso in un'intervista televisiva la collaborazione doveva durare solo due stagioni,ma poi si protrasse per cinque stagioni aumentando di molto la sua notorietà.
Ha lavorato anche in famosi film,ha interpretato il mago nell'horror L'armata delle tenebre,il maggiordomo in Il mondo perduto - Jurassic Park,ma soprattutto in commedie come Un topolino sotto sfratto e Garfield 2.
Era il cugino del jazzista John Abercrombie.
È stato sposato con l'attrice Elizabeth Romano da cui ha successivamente divorziato.In seguito si è risposato con un'altra donna,Gladys,con cui è rimasto fino alla morte.
Nel 2012, a 77 anni, è morto per insufficienza renale a Los Angeles.

## Filmografia parziale

### Cinema
- Il tempio di fuoco (Firewalker), regia di J. Lee Thompson (1986)
- Warlock, regia di Steve Miner (1989)
- Zandalee, regia di Sam Pillsbury (1991)
- L'armata delle tenebre (Army of Darkness), regia di Sam Raimi (1992)
- Il mondo perduto - Jurassic Park (The Lost World: Jurassic Park), regia di Steven Spielberg (1997)
- Un topolino sotto sfratto (Mousehunt), regia di Gore Verbinski (1997)
- Garfield 2 (Garfield: A Tail of Two Kitties), regia di Tim Hill (2006)
- Inland Empire - L'impero della mente (Inland Empire), regia di David Lynch (2006)

### Televisione
- La legge di Burke (Burke's Law) – serie TV, episodio 3x10 (1965)
- La signora in giallo (Murder, She Wrote) – serie TV, episodio 4x06 (1987)
- Seinfeld – serie TV, 7 episodi (1994-1998)
- Star Trek: Voyager – serie TV, episodi 5x22 e 6x17 (1999 - 2000)
- Streghe (Charmed) – serie TV, episodio 6x19 (2004)
- Desperate Housewives – serie TV, episodio 3x09 (2006)
- I maghi di Waverly (Wizards of Waverly Place) – serie TV, 9 episodi (2007-2011)

### Doppiatore
- Area 51 - videogioco (2005)[1]

- Star Wars: The Clone Wars - film d'animazione (2008)
- Star Wars: The Clone Wars - serie animata, 29 episodi (2008–2014)
- Rango - film d'animazione (2011)[2]

## Doppiatori italiani
Nelle versioni in italiano delle opere in cui ha recitato, Ian Abercrombie è stato doppiato da:
- Adolfo Geri ne Il tempio di fuoco
- Pino Ferrara in La signora in giallo
- Giulio Platone in Zandalee
- Giorgio Piazza ne L'armata delle tenebre
- Alvise Battain ne I segreti di Twin Peaks
- Carlo Sabatini ne I racconti della cripta
- Sergio Graziani in Seinfeld
- Manlio De Angelis ne Il mondo perduto - Jurassic Park
- Gianni Musy in Un topolino sotto sfratto
- Dante Biagioni in Birds of Prey
- Adolfo Fenoglio in Nip/Tuck
- Enzo Garinei in Garfield 2
- Valerio Ruggeri in Inland Empire - L'impero della mente
- Oreste Rizzini in Desperate Housewives
- Dario Penne ne I maghi di Waverly
- Oliviero Corbetta in How I Met Your Mother

Da doppiatore è sostituito da:
- Carlo Reali in Star Wars: The Clone Wars (film d'animazione), Star Wars: The Clone Wars  (serie animata)
- Mino Caprio in Rango
- Riccardo Rovatti in Area 51[3]